# Complots
Pour les articles homonymes, voir Complots (homonymie).
Pour plus de détails, voir Fiche technique et Distribution.
Complots ou Complot mortel au Québec (Conspiracy Theory) est un film américain réalisé par Richard Donner et sorti en 1997.
Malgré des critiques mitigées, le film est un succès commercial.

## Synopsis
Jerry Fletcher est un chauffeur de taxi de New York. Paranoïaque, il est un fervent adepte de la théorie du complot. Il est convaincu que de nombreux complots se trament, notamment contre le Président des États-Unis. Il passe ses journées à faire part de ses théories à ses clients, ainsi qu'à Alice Sutton, assistante du procureur. Alice, dont Jerry est amoureux, l'écoute patiemment, mais sans le prendre au sérieux. Un jour, Jerry se fait enlever par des membres d'une mystérieuse organisation. Ces derniers le torturent pour lui faire avouer « qui est au courant », ce qui laisse à penser que l'un des complots dont il a fait part à ses clients est réel ; or, Jerry ne sait pas de quel complot en particulier ils parlent, et la question va être de savoir lequel. Jerry parvient bientôt à leur échapper. Poursuivi par différentes branches des services secrets, il va essayer de convaincre Alice qu'il y a réellement un complot.
Alice va progressivement se laisser convaincre du fait que les craintes de Jerry ne sont pas totalement infondées et va l'aider à échapper à ses poursuivants. Elle se méfie en particulier de l'un d'entre eux : le docteur Jonas. Lors de leur cavale, Jerry offre son badge de chauffeur de taxi à Alice et lui avoue son amour avant de disparaître encore.
Par la suite, Alice découvre que dans le cadre du projet MK-Ultra, Jerry a servi de cobaye lors d'expériences menées par la CIA, visant à manipuler l'esprit des individus et à en faire des meurtriers ; le docteur Jonas était l'un des médecins pratiquant ces expériences. Jerry avait été « programmé » pour tuer le père d'Alice, qui était juge, mais il n'avait pu se résoudre à le faire car il était tombé amoureux d'elle ; un autre homme a donc été chargé de tuer le père d'Alice à sa place. Jerry est arrivé trop tard pour sauver le père, mais a juré à celui-ci, mourant, de protéger Alice.
Il s'avère également que Jerry est au centre d'une lutte entre deux branches différentes des services secrets, et que ceux qui le poursuivent ne le font pas tous pour les mêmes raisons : Jonas et ses complices le recherchent parce qu'il était leur cobaye et parce qu'ils veulent le récupérer, tandis que des agents tels que Lowry se servent de Jerry comme d'un appât pour retrouver Jonas et le mettre hors d'état de nuire.
Jerry et Alice sont retrouvés par Jonas et ses sbires. Jerry est capturé et emmené dans un hélicoptère. Les comploteurs tentent d'abattre Alice mais elle leur échappe en s'enfuyant dans la forêt. Alice va trouver l'agent Lowry pour lui demander de l'aider à retrouver Jerry. Elle finit par le retrouver toute seule, il est retenu prisonnier dans une aile désaffectée d'un hôpital psychiatrique. Elle lui avoue qu'elle l'aime aussi, mais ils sont repris par Jonas et ses complices. L'agent Lowry et ses hommes arrivent aussi et une fusillade éclate. Jonas tire plusieurs balles sur Jerry, avant d'être abattu par Alice.
Tout le monde croit Jerry mort, y compris Alice qui dépose sur sa tombe le badge qu'il lui avait offert auparavant. En réalité, Jerry a été sauvé de justesse, mais l'organisation pour laquelle travaille Lowry fait croire à son décès, afin que la vie d'Alice ne soit pas mise en danger. Alice, qui a repris l'équitation, trouve le badge accroché à la selle de son cheval. Elle comprend alors que Jerry est vivant et retrouve le sourire.

## Fiche technique
Sauf indication contraire, les informations mentionnées dans cette section peuvent être confirmées par la base de données cinématographiques IMDb,  présente dans la section « Liens externes ».
- Titre français : Complots
- Titre québécois : Complot mortel
- Titre original : Conspiracy Theory
- Réalisation : Richard Donner
- Scénario : Brian Helgeland
- Musique : Carter Burwell
- Décors : Paul Sylbert
- Photographie : John Schwartzman
- Montage : Kevin Stitt et Frank J. Urioste
- Production : Joel Silver et Richard Donner
- Sociétés de production : Silver Pictures et Warner Bros.
- Société de distribution : Warner Bros.
- Budget : 80 millions de dollars
- Pays de production :  États-Unis
- Langue originale : anglais
- Format : couleur - (Technicolor) - 2,35:1 (CinemaScope) - son Dolby numérique - 35 mm
- Genre : thriller, action, politique
- Durée : 129 minutes
- Dates de sortie :
  - États-Unis : 8 août 1997
  - France : 20 août 1997
- Classification[1] :
  - États-Unis : Restricted - R
  - France : tous publics[2]

## Distribution
- Mel Gibson (VF : Jacques Frantz) (VQ : Hubert Gagnon) : Jerry Fletcher
- Julia Roberts (VF : Céline Monsarrat) (VQ : Claudie Verdant) : Alice Sutton
- Patrick Stewart (VF : Pierre Dourlens) (VQ : Ronald France) : le docteur Jonas
- Steve Kahan (VF : Jean-Claude Sachot (VQ : Jean Fontaine) : M. Wilson
- Peter Jacobson : un opérateur de surveillance
- Kenneth Tigar : un avocat
- Dean Winters : Cleet
- Troy Garity : un stagiaire
- Bert Remsen : le juge Sutton, père d'Alice
- Michael Potts : garde du palais de justice
- Sean Patrick Thomas : un opérateur de surveillance
- Rick Hoffman : agent de sécurité de nuit
- Thomas McCarthy : l'observateur de l'hélicoptère
- Cylk Cozart (en) (VF : Bernard Lanneau) (VQ : Jean-Luc Montminy) : l'agent Lowry
- Terry Alexander (VQ : Benoit Marleau) : Flip
- John Schwartzman (en) : le sniper
- Michael Shamus Wiles : le policier à l'hôpital Roosevelt
- J. Mills Goodloe : l'assistant de Jonas
- Richard Donner : le passager du taxi (caméo non crédité)

## Production
Le scénario est écrit par Brian Helgeland. Le réalisateur Richard Donner l'avait rencontré devant les studios Warner. Le scénariste, sans emploi, y « campait » avec une pancarte sur laquelle était écrit « J'écrirai pour travailler, pour en vivre ». Il a écrit plusieurs films pour le studio, dont Assassins (1995), précédent film du réalisateur.
Le rôle d'Alice est tout d'abord proposé à Jodie Foster, qui préfère tourner Contact (1997). Le rôle sera également proposé à Winona Ryder.
Le tournage a lieu à New York (Manhattan, pont de Queensboro, Roosevelt Island, station Times Square – 42nd Street, Union Square, Valhalla, New York) ainsi qu'à Los Angeles (Orpheum Theater).

## Accueil

### Accueil critique
Le film reçoit des critiques mitigées. Sur l'agrégateur américain Rotten Tomatoes, il récolte 57% d'opinions favorables pour 44 critiques et une note moyenne de 6,3⁄10. Sur Metacritic, il obtient une note moyenne de 49⁄100 pour 21 critiques.

### Box-office
| Pays ou région    | Box-office        | Date d'arrêt du box-office | Nombre de semaines |
| ----------------- | ----------------- | -------------------------- | ------------------ |
| États-Unis Canada | 75 982 834 $      | -                          | -                  |
| France            | 1 202 722 entrées | -                          | -                  |
| Total mondial     | 136 982 834 $     | -                          | -                  |

## Distinctions
Source : Internet Movie Database

### Récompenses
- ASCAP Film and Television Music Awards 1998 : Top Box Office Films pour Carter Burwell.
- Blockbuster Entertainment Awards 1998 : meilleur acteur d'un film à suspense pour Mel Gibson, meilleure actrice d'un film à suspense pour Julia Roberts, meilleur acteur dans un rôle secondaire d'un film à suspense pour Patrick Stewart.

### Nomination
- Prix Edgar-Allan-Poe 1998 : meilleur film

## Autour du film
Le personnage de Jerry tente d'échapper à ses poursuivants en rentrant dans un cinéma qui rediffuse Ladyhawke, autre film de Richard Donner.
Parmi ses nombreuses théories du complot, Jerry pense que le réalisateur Oliver Stone est lié au gouvernement américain. Il pense que c'est comme ça qu'il a pu faire des films sur des sujets sensibles grâce à des informations secrètes du gouvernement. Le véritable projet MK-Ultra est également mentionné, tout comme Lee Harvey Oswald ou encore John Warnock Hinckley, Jr..
La bande originale utilise notamment, à plusieurs reprises, la chanson Can't Take My Eyes Off You.